# Ruhyýetpalatset
Rukhiyetpalatset  (turkmeniska: Ruhyýet köşgi) är ett palats i Turkmenistans huvudstad Asjchabad. I palatset avhålls officiella statshändelser, forum, möten, invigningar. Palatset byggdes av det franska företaget Bouygues.